# Wilaya de Djanet
La wilaya de Djanet est une wilaya algérienne créée en 2019 et officialisée en 2021, auparavant, une wilaya déléguée créée en 2015. Elle est située dans le Sahara algérien.

## Géographie
La wilaya de Djanet est située dans le Sahara algérien, dans l'extrême Sud du pays, sa superficie est de 86 185 km2.
Elle est délimitée :
- au nord par la wilaya d'Illizi ;
- à l'ouest par la wilaya de Tamanrasset ;
- à l'est par la Libye ;
- au sud par le Niger.

|             | Illizi             |               |
| Tamanrasset | wilaya de Djanet   | État de Libye |
|             | Iférouane ( Niger) |               |

## Histoire
La wilaya de Djanet est créée le 26 novembre 2019. En 2021, le président Tebboune, officialise le nouveau découpage administratif.
Auparavant, elle était une wilaya déléguée, créée selon la loi no 15-140 du 27 mai 2015, portant création de circonscriptions administratives dans certaines wilayas et fixant les règles particulières qui leur sont liées, ainsi que la liste des communes qui sont rattachées à elle. Avant 2019, elle était rattachée à la wilaya d'Illizi.

## Organisation de la wilaya
Lors du découpage administratif de 2015, la wilaya déléguée de Djanet est constituée de 2 communes et d'une daïra.
En 2019, la wilaya est constituée de deux communes :
- Djanet
- Bordj El Haouas

### Liste des walis
| N° | Wali                     | Début           | Fin             |
| -- | ------------------------ | --------------- | --------------- |
| 1  | Benabdallah Chaib Eddour | 21 février 2021 | 5 novembre 2024 |
| 2  | M'Hamed Moumen           | 5 novembre 2024 | en cours        |

## Daïras
Daïras de la wilaya de Djanet
| Daïra  | Nombre de communes | Communes                | Superficie (km²) | Population (hab.) |
| ------ | ------------------ | ----------------------- | ---------------- | ----------------- |
| Djanet | 2                  | Djanet, Bordj El Haouas | ...              | ...               |

## Démographie
Selon le recensement général de la population et de l'habitat de 2008, l'ensemble des communes de la wilaya de Djanet comptait 17 618 habitants.